# كيمينا
كيمينا (Κύμινα) هي مدينة في ثيسالونيكي في مقاطعة فوريا إلادا في اليونان.